# Erzsébet Nagy
Erzsébet Nagy (13 de abril de 1927 – 29 de enero de 2008) fue una escritora y traductora húngara, la única hija del Primer Ministro de Hungría, Imre Nagy, que fue ejecutado después de la fallida Revolución húngara de 1956.

## Biografía
Erzsébet Nagy nació en la ciudad de Kaposvár el 13 de abril de 1927. Fue la única hija de Imre Nagy y su mujer Mária Égető.
Erzsébet Nagy se casó con Ferenc Jánosi. Imre Nagy no se opuso al romance y posterior matrimonio de su hija con un ministro protestante, y asistió a su ceremonia nupcial religiosa en 1946 sin el permiso del Politburó. En 1982, Erzsébet Nagy se casó con János Vészi.
El padre de Nagy, el primer ministro Imre Nagy, fue una figura destacada en la Revolución Húngara de 1956, que fue aplastada por las tropas de la Unión Soviética. Erzsébet Nagy, junto con sus padres, su esposo, Ferenc Jánosi, y sus hijos, fueron deportados a Rumanía desde Hungría tras el fracaso de la Revolución.
Imre Nagy volvió a Hungría, dado que Rumania también formaba parte del Pacto de Varsovia, controlado por los soviéticos, fue declarado culpable de traición y ejecutado por el gobierno húngaro del Partido Socialista Obrero Húngaro. Erzsébet Nagy no volvería a Hungría después del juicio y ejecución de su padre. Nagy, escritora y traductora de profesión, Se vio obligada a trabajar desde su casa durante 15 años, ya que el gobierno comunista húngaro la puso bajo un arresto domiciliario.
En la década de los 80, Nagy se convirtió en una de los cofundadoras del Comité Histórico de Justicia, que buscaba exonerar a quienes fueron vilipendiados e implicados en la Revolución húngara de 1956 por las autoridades comunistas. Nagy participó activamente en las conmemoraciones en memoria de los caídos en el levantamiento tras la caída del comunismo en 1989. Era conocida por conmemorar a veces la Revolución de 1956 con exfuncionarios comunistas húngaros que habían apoyado a la Unión Soviética durante el levantamiento. Los esfuerzos de Nagy fueron considerados controvertidos por los anticomunistas, pero también fueron interpretados como un intento de sanar las profundas divisiones políticas que existían desde la era comunista.
Nagy murió el 29 de enero de 2008 en Budapest de una enfermedad no revelada.